# Primula mollis
Primula mollis là một loài thực vật có hoa trong họ Anh thảo. Loài này được Nutt. ex Hook. miêu tả khoa học đầu tiên năm 1854.

## Hình ảnh

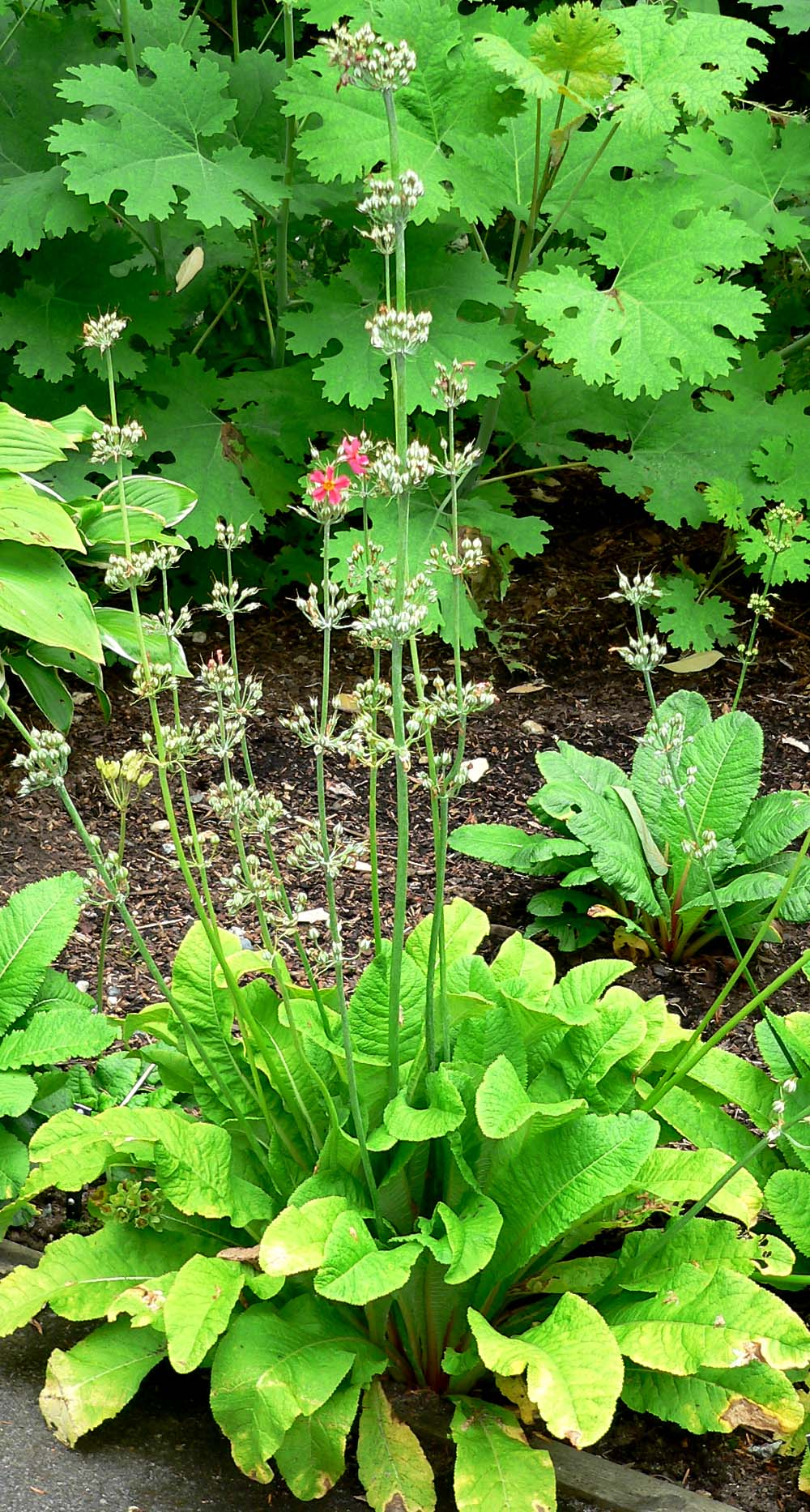